# تيم يو
تيم يو (بالإنجليزية: Tim Yeo) هو سياسي بريطاني، ولد في 20 مارس 1945 في المملكة المتحدة. حزبياً، نشط في حزب المحافظين.

## مناصب
- في الانتخابات العمومية للمملكة المتحدة 1983 [الإنجليزية]‏، انتخب عضو البرلمان التاسع والأربعون للمملكة المتحدة عن دائرة سوفوك الجنوبية خلال فترته النيابية ‏ (9 يونيو 1983 – 18 مايو 1987).
- في الانتخابات العمومية للمملكة المتحدة 1987 [الإنجليزية]‏، انتخب عضو البرلمان الخمسون للمملكة المتحدة عن دائرة سوفوك الجنوبية خلال فترته النيابية ‏ (11 يونيو 1987 – 16 مارس 1992).
- في الانتخابات العامة في المملكة المتحدة 1992 [الإنجليزية]‏، انتخب عضو البرلمان الحادي والخمسون للمملكة المتحدة عن دائرة سوفوك الجنوبية خلال فترته النيابية ‏ (9 أبريل 1992 – 8 أبريل 1997).
- في الانتخابات العامة في المملكة المتحدة 1997 [الإنجليزية]‏، انتخب عضو البرلمان الثاني والخمسون للمملكة المتحدة عن دائرة سوفوك الجنوبية وقد انضم خلال فترته النيابية ‏ (1 مايو 1997 – 14 مايو 2001) للكتلة البرلمانية حزب المحافظين.
- في الانتخابات العامة في المملكة المتحدة 2001، انتخب عضو برلمان المملكة المتحدة الـ53 عن دائرة سوفوك الجنوبية وقد انضم خلال فترته النيابية ‏ (7 يونيو 2001 – 11 أبريل 2005) للكتلة البرلمانية حزب المحافظين.
- في الانتخابات العامة في المملكة المتحدة 2005، انتخب عضو برلمان المملكة المتحدة الـ54 عن دائرة سوفوك الجنوبية وقد انضم خلال فترته النيابية ‏ (5 مايو 2005 – 12 أبريل 2010) للكتلة البرلمانية حزب المحافظين.
- في انتخابات المملكة المتحدة لعام 2010، انتخب عضو برلمان المملكة المتحدة الـ55 عن دائرة سوفوك الجنوبية وقد انضم خلال فترته النيابية ‏ (6 مايو 2010 – 30 مارس 2015) للكتلة البرلمانية حزب المحافظين.
- انتخب Minister of Agriculture, Fisheries and Food [الإنجليزية]‏ (1 ديسمبر 1997 – 18 سبتمبر 2001).
- انتخب وزير دولة - ظل - للثقافة والإعلام والرياضة [الإنجليزية]‏ (18 سبتمبر 2001 – 23 يوليو 2002).
- انتخب وزير ظل الدولة لشؤون الأعمال والابتكار والمهارات [الإنجليزية]‏ (23 يوليو 2002 – 11 نوفمبر 2003).
- انتخب وزير ظل الدولة لشؤون الصحة [الإنجليزية]‏ (11 نوفمبر 2003 – 15 مارس 2004).
- انتخب وزير دولة - ظل - لشؤون البيئة والغذاء والقروية [الإنجليزية]‏ (15 مارس 2004 – 6 مايو 2005).

## وصلات خارجية
- الموقع الرسمي